# Роман-репортаж
Роман-репортаж — синкретичний роман, у якому художній дискурс поєднується з документальним; твір, написаний за реальними подіями. Основні характеристики роману-репортажу: розповідь від імені автора або діючої особи, яка спрямована на «ефект присутності»; «хронометричність»; фактографічність викладу; динамічність сюжетної лінії; соціально-політична злободенність проблематики; невеликий об’єм тексту тощо. Жанр з’явився на початку 20 ст. в Німеччині, особливо популярним був у французькій (Антуан де Сент-Екзюпері) та в американській (Норман Мейлер) літературах.